# Hans Rudolph von Salisch
Hans Rudolph Freiherr von Salisch (geb. 1704; gest. 14. Juli 1760) war ein preußischer Landrat.

## Leben
Hans Rudolph von Salisch war der Sohn des Johann Rudolph von Salisch (1655–1707), Erbherr auf Bankwitz, Gülchen, Bielitz und Deputierter in Namslau und dessen Ehefrau Rosina Elisabeth, geb. von Scheliha aus Jeschütz (1665–1747). Im November 1724 immatrikulierte er sich an der Universität Halle für das Fach Rechtswissenschaften. Am 27. Juni 1744 wurde er vom preußischen König Friedrich II. zum neuen Landrat des Kreises Trebnitz bestellt. Der unverheiratet gebliebene von Salisch residierte auf Jeschütz (polnisch Jaszyce) und blieb bis zu seinem Tod im Jahr 1760 Landrat im Kreis Trebnitz. Sein Nachfolger wurde Christian Adolph von Seidlitz.